# Kołomia (województwo kujawsko-pomorskie)
Kołomia – wieś w Polsce położona w województwie kujawsko-pomorskim, w powiecie włocławskim, w gminie Lubień Kujawski.
W latach 1975–1998 miejscowość administracyjnie należała do województwa włocławskiego. Według Narodowego Spisu Powszechnego (III 2011 r.) liczyła 30 mieszkańców. Jest najmniejszą miejscowością gminy Lubień Kujawski.